# Skövde AIK
Der Skövde AIK ist ein schwedischer Fußballverein in Skövde. Der Klub trat mehrere Spielzeiten in der zweithöchsten schwedischen Spielklasse an.

## Geschichte
Skövde AIK wurde am 21. Juni 1919 gegründet. Ursprünglich hatte der Verein auch eine Abteilung für Leichtathletik, später kamen weitere Abteilungen wie Handball, Eishockey u. a. hinzu. Seit 1990 ist der Verein ein reiner Fußballverein. Seine Blütezeit im Fußball erlebte der Verein 1970, als er das Qualifikationsspiel für die höchste schwedische Liga Allsvenskan verlor.
Unter Trainer Arne Selmosson, als Spieler ein Vizeweltmeister von 1958 und ehemaliger Italienprofi stieg Skövde AIK, nicht zu verwechseln mit dem Lokalrivalen Skövde IF, 1965 in die dritte und 1966 erstmals, in die damals viergleisige, zweite Liga auf und belegte dort umgehend Spitzenplätze. Auch ab 1969 unter Selmossens Nachfolger hielt sich der Verein in der Spitze, selbst als die zweite Liga von viergleisig auf drei und später gar nur auf zwei Gruppen reduziert wurde. Dies blieb so bis 1974. 1975 erfolgte schließlich als Vorletzter der Südgruppe der Wiederabstieg. Erst zwischen 1991 und 1993 sollte Skövde AIK wieder für drei Jahre in die Zweitklassigkeit zurückkehren. 1995 folgte noch ein weiteres Jahr in der Zweitklassigkeit, etwas was seither nicht mehr erreicht wurde.
In der Saison 2005 stieg Skövde AIK von der fünften Liga, der Division 3 Mellersta Götaland, in die viertklassige Division 2 Mellersta Götaland auf. In der darauffolgenden Saison 2006 gelang der erneute Aufstieg in die drittklassige Division 1 Södra. Anfangs im mittleren Tabellenbereich platziert, belegte der Klub in der Spielzeit 2009 punktgleich mit Staffelsieger Östers IF aufgrund des schlechteren Torverhältnisses den zweiten Tabellenplatz. Zwar verpasste er somit den direkten Aufstieg in die Superettan, war aber für die Relegationsspiele gegen den Zweitliga-13. FC Trollhättan qualifiziert. Der Konkurrent entschied jedoch beide Spiele für sich.